# 東亞艾草蚜
東亞艾草蚜（学名：Macrosiphoniella yomogifoliae）为常蚜科小長管蚜屬下的一个种。